# David Raynal

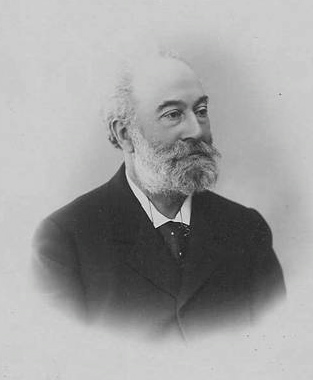
David Raynal.

David Raynal, född den 26 juli 1840 i Paris, död där den 28 januari 1903, var en fransk politiker.
Raynal var köpman i Bordeaux, när han där 1879 valdes till deputerad. Han slöt sig till opportunisterna och blev en hängiven anhängare av Gambetta, var minister för offentliga arbeten i Gambettas "stora" ministär (november 1881–januari 1882) och i Ferrys ministär (februari 1882–mars 1885) samt inrikesminister i Casimir-Periers ministär (december 1893–maj 1894). År 1883 slöt han den bekanta konventionen med Syd- och Orléansjärnvägsbolagen samt angreps därför häftigt av yttersta vänstern i deputeradekammaren. Han anklagades för bestickning och delaktighet i Panamaaffären, men lyckades genom flera processer rentvå sig. År 1895 ställdes han inför en parlamentarisk kommission till ansvar för den nämnda konventionen, vilket vållade ministären Dupuys fall och medverkade till presidenten Casimir-Periers avgång. Raynal frikändes emellertid samma år för beskyllningen om bestickning, men kommissionen konstaterade, att två miljoner francs användts till bestickning av andra personer vid nämnda transaktioner. Från 1897 till sin död var Raynal, som förut ständigt omvalts till deputerad, senator för departementet Gironde.